# Bond van Huurders en Woningzoekenden
De Bond van Huurders en Woningzoekenden (BHW) was een Nederlandse organisatie die zich inzette voor de belangen van huurders en woningzoekenden. De bond was omstreeks 1972-1975 actief en nauw verbonden met de KEN, de latere SP en het daarmee gelieerde  MAN. 
De organisatie voerde acties in verschillende grote steden, onder meer in wijken en buurten in Amsterdam, Rotterdam, Groningen en Tilburg. De BHW ageerde tegen het het in de ogen van de BHW falend huisvestingsbeleid van sommige gemeenten en tekortschietend beheer van woningverhuurders.

## Bron
- A. Verbij, 2005, Tien rode jaren: links radicalisme in Nederland 1970-1980.
- Sociale Woningbouw alleen door strijd - sp.nl